# 証明責任
証明責任（しょうめいせきにん）とは、真偽不明な対象に関して証明を負う責任。挙証責任、立証責任とも言う。
1. 論理学・哲学的な文脈で、どちらが対象となる事実について証拠を挙げる、または証明を行う責任を負うか、という意味で用いられることがある[1]。
2. 裁判上では、ある事実が真偽不明であるときに、その事実を要件（前提）に生じる自己に有利な法律上の効果が認められないことによる不利益をいう[2]。

本項では後者について取り上げる。

## 概説
事実の認定を証拠に基づいて行うとき、証拠の取り調べの結果からは事実の存否を確定することができず真偽不明（non liquet）になってしまうことがある。しかし、裁判を受ける権利を認めている以上、裁判所は真偽不明を理由に裁判を拒否することはできず、結論を出さなければならない。そこで取り入れられている法技術が証明責任である。
証明責任は、ある事実が真偽不明であるときに、その事実を要件（前提）とする自己に有利な法律上の効果が認められないことによる不利益をいう。証明責任の問題はある事実が真偽不明となった際の不利益の負担という裁判問題である。
証明責任を誰が負担するかという問題を証明責任の分配といい民事訴訟と刑事訴訟で考え方が異なる。民事訴訟では実体法を基準に自己に有利な効果を発生させることを主張している者が原則として証明責任を負う。刑事訴訟では「疑わしきは被告人の利益に」という法原則に基づき原則として検察官が証明責任を負う。
なお、証明責任と区別される概念として立証の必要性がある。証明責任を負担する者はあらかじめ客観的に決まっており訴訟が進行しても不変である。証明責任を負担する者はそのまま真偽不明になってしまうと主張が通らず不利益を受けるため、裁判官に確信を持たせるような証拠を提出する必要が生じる（これを本証という）。本証が提出されると、対する相手方は自らが敗訴しないよう裁判官の確信を揺るがすような（あるいは真偽不明に持ち込むような）証拠を提出する必要が生じる（これを反証という）。証明責任を客観的証明責任、証拠提出に迫られる立証の必要性を主観的証明責任（証拠提出責任）と呼ぶこともある。

## アメリカ合衆国における証明の標準
証明責任は最も普通に裁判における当事者がその主張を証明する義務を意味する。民事訴訟では、ひとつの訴え、訴状あるいはその他の抗弁における申し立てを原告が予め設ける。その被告はそのときその申立ての一部ないしすべてを否定する、なんらかの積極的抗弁（英語: Affirmative defense）を予め設ける答弁書を受け付けられることを必要とされる。各々の当事者は彼らの申立ての証明責任を有する。

### 証明責任に関する法的標準

#### 幾つかの証拠
Superintendent v. Hill (1985)
において、囚人の懲戒違反についての良い行動の時期（英語: good conduct time）を除外するためには、囚人の役所は
「なんらかの証拠」（英:  some evidence）すなわち、「少しの証拠」（英:  a modicum of evidence）
を必要とするが、判決判事は、良い／仕事の期間の遵守の制約の義務を負わない、
もしくは彼らは信用の期間が与えられることを求めた。

#### 合理的な兆候
「合理的な兆候（合理的な疑い）」（英: reasonable indication、英:  reasonable suspicion）は相当な理由（英: probable cause）よりも実質的に弱い；考慮すべき要因は慎重な捜査官が考えるだろうそれらの事実と状況である、しかし過去、現在、または差し迫った違反を示す事実または状況を含まなければならない;ある客観的な事実の基礎は示されなければならない、弱い「予感」（英:  hunch）では不十分である。

#### 合理的な疑い
合理的な疑い（英:  reasonable suspicion）は警察署またはなんらかの行政庁によって保証された簡単な調査が止むか調べるかどうかを決定する証明のひとつの法的標準である。

#### 信じるのが妥当
Arizona v. Gant (2009)において、アメリカ合衆国連邦最高裁判所は、「信じるのが妥当」（英:  reasonable to believe）という新しい標準を定めた。この規準は容疑者が逮捕された状態にある後に車両を捜査するときにだけ適用される。裁判所は New York v. Belton（1981）を却下した、そして警察官は容疑者が逮捕されたものである犯行の車両の中に多くの証拠が在ることが「信じるのが妥当な」場合に限り容疑者の逮捕について車両事故を戻って捜索することが許されることを結論づけた。
この句の正確な意味については未だ議論中である。その他の裁判所が それをテリーストップの「合理的な疑い」と等しいとみなすうちに、幾つかの裁判所はそれは新しい基準であるべきことを言った。多くの裁判所はそれはどこか「相当な理由」よりも弱いことで合意している。

#### 相当な理由
相当な理由（英:  probable cause ）は合理的な疑いよりも高度な証明の標準であり、アメリカ合衆国で調査、または逮捕するのが合理的でないかどうかを決定するのに用いられる。

#### 幾つかの信頼できる証拠
幾つかの信頼できる証拠（英:  some credible evidence）は証明の標準の最小限度のもののひとつである。この証明規準は行政法の場面において、そして幾つかの州が児童保護サービスの手続きを開始する場面においてしばしば用いられる。この証明規準は短期間の介在が緊急に必要なところで使われる、例えば子供が両親や保護者から直ちに危険の恐れがある場合のような。「幾つかの信頼できる証拠」の規準は法的な関係者がある事実の試す者の前になんらかの対抗として、そして法的手続きにおいて用いられる。それは、裁判所が捜索令状を発行する前に
 ex parteの限度の決定の中で用いる「相当な理由」の発見を達成するのに必要とする、証明の事実上の規準の順位の位置を占める。それは「証拠の優位性」の規準よりも弱い証明規準である。

#### 証拠の優位性
確立のバランス（英:  balance of probabilities（イギリス英語））としても知られる証拠の優位性（英:  preponderance of the evidence（アメリカ英語））は、金銭に関係した判決をする多くの民事訴訟、家事訴訟で必要とされる標準である。

#### 明確で説得力のある証拠
明確で説得力のある証拠（英:  clear and convincing evidence）は「証拠の優位性」よりも高度な遂行責任のひとつであるが、「合理的な疑いを超える」よりも弱い。

#### 合理的な疑いを超える
これは証明責任として英米法学で最も標準的に用いられ、そしてたいてい少年非行手続、刑事訴訟、刑事訴訟で悪化する状況を考慮するときに専ら適用される。

## 民事訴訟の証明責任

### ドイツの法理論
ドイツでは19世紀に権利根拠事実は権利主張者、権利障害事実と権利滅却事実は相手方が証明負担するという命題が支配的になり、このような命題を共通点として持つ学説を総称して法律要件分類説という。これは従来の消極的事実説及び推定説に対する批判から形成されてきたものである。ドイツ民法典の成立に至る過程で成立した学説には、特別要件説、因果関係説、通常事実説などがある。
- 特別要件説
特別要件説は、請求原因を実体上のものと訴訟上のものに区別し、原告は権利の特別の成立原因（直接かつ固有の原因）についてのみ負うとする[6]。権利成立の一般要件の欠缺や権利を例外的に発生させない事情は被告が証明責任を負うとする[6]。
- 因果関係説
因果関係説はドイツ民法典制定期に通説となっていた学説で、権利の発生にとって原因たる事実（権利根拠事実）の存在を原告の証明責任とする[6]。一方で権利の存在（成立及び存続）にとってその不存在が条件たる事実（権利障害事実及び権利滅却事実）は被告がその存在の証明責任を負うとする[6]。

因果関係説に立脚してドイツ民法典第一草案には原則的証明責任規定が盛り込まれていたが削除され、その後起草者は若干の証明責任規定を置くとともに法文の表現を通じて証明責任の分配を明らかにする試みを拡張した。
さらにこうした動きの中から法規定の原則と例外の関係を通じて証明責任の分配を明らかにしようとする最小限要件説ないし規範説と呼ばれる学説が出現した。規範説は法規に定める要件が存否不明のときはその法規は適用できないという原則から出発し、一定の法規の適用がないときに自己の訴訟上の要求が成功を収めることができない当事者が証明責任を負うべきとする学説である。

### 日本の民事訴訟

#### 一般論
日本の民事訴訟では、原則として自己に有利な法律効果の発生を求める者は、その法条の要件事実について証明責任を負うと考えられているが、その説明に二通りの考え方がある。
１つは、事実が真偽不明となった場合には、その事実を要件事実とする法条は適用されないという考え方（法規不適用説）であり、いわゆる法律要件分類説はこれに基づく。
もう１つは、真偽不明の場合に事実を擬制して法の適用を可能とするための規範として証明責任規範があり、それに基づいて証明責任が生じるとする考え方（証明責任規範説）である。
従前は前者が通説的地位を占めていたが、現在では後者の考え方が通説的である。後者の見解の中でも通説的とされる見解は「修正された法律要件分類説」と呼ばれる見解であり、条文の構造等を基礎にしつつも修正を認める見解である（なお、特に「修正された」わけではなく法律要件分類説自体が初めからこの程度の柔軟性を備えているとする考え方もある。）。後者の見解の中には、証拠との接近性などを考慮し、具体的な事情を利益考量したうえで証明責任の分配を決するべきとする見解（利益考量説）も有力に唱えられているが広く支持されているとは言い難い。
以下では、修正された法律要件分類説の立場から「XがYに対して商品を売ったため、Yに対して売買代金を請求する場合」を具体例として、証明責任の分配を説明する。
- 権利根拠事由
権利の発生を定める規定の要件事実は、その権利を主張する者が証明責任を負う。上記の例の場合、売買代金請求権は、売買契約に基づいて発生する（民法555条）から、売買契約を締結した事実は、売買代金請求権を主張するXがその存在について証明責任を負う。
- 権利消滅事由
一度発生した権利の消滅を定める規定の要件事実は、権利を否認する者が証明責任を負う。例えば、上記の例で、売買契約の締結を前提としつつ、Yが既に代金は支払済みであるとして主張して争う場合には、Yの代金の支払いにより一旦発生したXの売買代金請求権は消滅する（民法474条以下）ことから、代金が支払済みである事実は、売買代金請求権を否認するYがその存在について証明責任を負う。
- 権利発生障害事由
権利根拠規定に基づく法律効果の発生の障害を定める規定の要件事実は、その法律効果の発生を争う側に証明責任がある。言うなれば、発生したかに見える権利が実際には発生していないなどの主張である。上記の例の場合、売買契約に要素の錯誤（民法95条）があるために売買契約は無効になるか否かが問題となる場合は、契約の効力を争うYに、要素の錯誤があったことについて証明責任を負う。
- 権利行使阻止事由
　権利根拠規定に基づく法律効果の行使を阻止を定める規定の要件事実は、その法律効果を争う側に証明責任がある。
- ただし書がある場合
条文が本文とただし書の組み合わせで構成されている場合がある。そのうち、ただし書が本文の適用を除外する形で規定されている場合には、本文に掲げられた事実の効果を否認する方に但書に掲げられた事実の証明責任があるとされる（法規不適用説からは、ただし書に規定された事由（権利消滅事由、権利発生障害事由又は権利行使阻止事由）に該当する事実が証明されることによりただし書が適用されるからである。証明責任規範説からは、そこに立法者の考える証明責任規範が示されているものと解することになるが、民法典の場合には立法担当者自ら証明責任に配慮した文言でない旨を述べており、したがってただし書は証明責任の決め手とはならない。）。上記の例の場合、売買契約の要素の錯誤は、要素の錯誤の存在を主張する方（Y）が証明責任を負うが、民法95条は本文と但書から構成されており、但書によると意思表示の表意者に重過失がある場合は錯誤による主張が認められず、民法95条本文の適用が排除される。したがって、表意者に重過失があることは、錯誤による無効（民法95条本文）を争う方であるXに証明責任がある。

#### 証明責任の転換
証明責任の転換（英: shifting burden of persuasion）とは、実体法の規定等によって一方の当事者が特定の事実について証明責任を負う場合に、特別規定や証明妨害の法理により反対事実について、挙証責任を負わない当事者に証明責任を負わせることをいう。
不法行為に基づく損害賠償請求の場合を例にすると、加害者の過失に該当する事実は、民法709条の解釈上、権利根拠規定の要件事実として債権者である被害者側が証明責任を負うのが原則である。しかし、自動車による人身事故に起因する損害賠償請求の場合は、民法709条の特別規定として自動車損害賠償保障法3条但書が適用され、債務者である加害者が自己に過失がなかったことについて証明責任を負う。
なお、裁判の途中で当事者の一方が証拠を提出したことにより裁判官が事実の存否について確信を抱くようになった場合には、他方当事者としては、それを放置するわけには行かないので反対の証拠を出す必要が出てくる。この現象に対して証明責任が転換されたと表現される場合もあるが、正しくない使用法である。
証明妨害の法理とは、挙証責任を負わない当事者が挙証責任ある当事者の立証を困難にする（立証妨害または証明妨害をする）ことをいい、これについては法律に規定のある場合もあるが、それに限られない。

## 行政訴訟の証明責任
わが国の行政訴訟における証明責任論は、主として抗告訴訟、とりわけ処分の取消訴訟について展開されてきたが、その対象となる事実（主要事実）をいかに構成するのかを明確にしないまま展開されてきた憾みがある。つまりそこで語られる証明責任がいかなる問題を処理するものであるのかが、そもそも明確でない。
民事訴訟と同様、行政訴訟における証明責任の分配の理論には多数の学説が有るが、現在のところ通説、判例ともに定まっておらず、しいて有力そうなものを挙げるとすれば、①法律要件分類説、②二分説、③個別説（個別具体説）である。これらの3説は、完全に対立した見解というよりは、重点をどこに置くかという点に違いはあれ、考え方の基盤には共通するところが多い見解と理解した方が妥当であるように思われる。

### 法律要件分類説
民事訴訟における法律要件分類説を、行政訴訟にも適用しようとする見解である。

### 二分説
取消訴訟についての理論であって、国民にとって不利益な処分においては、被告である行政主体が違法性を基礎付ける事実について証明責任を負い、国民にとって利益な処分を拒否する処分においては原告である国民が処分の違法性を基礎付ける事実について証明責任を負うとする。

### 個別説
取消訴訟についての理論であって、当事者間の公平、事案の性質、事物に関する立証の難易等によって個別具体的に判断すべきである、とする見解である。

### 事実上の推定
伊方原発訴訟最高裁判決の事例において確立された手法であって、行政庁が私人よりも圧倒的に多くの証拠を有している場合に、十分な主張責任を果たさないならば、その行為が違法であることが事実上推定されるものである。すなわち原告たる私人の証明責任の軽減が認められる。

## 刑事訴訟の証明責任

### 基本原則
刑事訴訟の原則では審理を尽くしても被告人を有罪とすることに疑いが残るときは無罪となる（「疑わしきは被告人の利益に」の原則）。
これは、市民の自由を保障する機能を有するとともに、刑事訴訟においては、検察官には、被告人または弁護人には認められない捜査権限を認めることで高い証拠収集能力を付与することで犯罪が可及的に処罰されるような構造になっている。

### 日本の刑事訴訟の場合
日本では法定手続の保障について規定した日本国憲法第31条が無罪の推定原則を要求すると解されること、刑事訴訟法336条が「被告事件について犯罪の証明がないときは、判決で無罪の言渡をしなければならない」と規定していることから、犯罪事実については検察官が挙証責任を負うことになるとされている。
刑事裁判において被告人を有罪とするためには、合理的な疑いを差し挟む余地のない程度の立証が必要である。ここに合理的な疑いを差し挟む余地がないというのは、反対事実が存在する疑いを全く残さない場合をいうものではなく、抽象的な可能性としては反対事実が存在するとの疑いをいれる余地があっても、健全な社会常識に照らして、その疑いに合理性がないと一般的に判断される場合には、有罪認定を可能とする趣旨である。そして、このことは、直接証拠によって事実認定をすべき場合と、情況証拠によって事実認定をすべき場合とで、何ら異なるところはないというべきである（最決2007年10月16日）。
もっとも、個別的に被告人側が例外的に挙証責任を負うとされる事項がある。この実質的な理由は、検察官にとっての立証困難性にあるが、犯罪事実の成否にかかわる事実である以上、単にそれだけで挙証責任の転換が許容されるわけではない。被告人側への転換が許されるためには、被告人に挙証責任を負わせる事実が、検察官に挙証責任がある他の事実から合理的に推認される事情があること、被告人が挙証責任を負うとされる部分を除去して考えても、なお犯罪として相当の可罰性が認められることなどの、特別の事情が必要となる。日本の刑法や特別刑法の規定では、以下の点が例として挙げられる。
同時傷害の特例複数の者が暴行を加えて人を傷害させた場合、複数の者が共同正犯の関係にない場合は、傷害の結果が誰の暴行から生じたかについては本来は検察官に挙証責任があるはずである。しかし、刑法207条はこの点について同時傷害の特例を設け、被告人は傷害が自己の暴行によるものではないことについて挙証責任を負い、自己の暴行によるものではないことが立証されないと傷害罪の責任を負う。
名誉毀損罪における摘示事実の真実性被告人の行為が名誉毀損罪（刑法230条1項）の構成要件に該当する場合であっても、それが公共の利害に関するもので、かつ公益目的とされる場合は、被告人の摘示事実が真実であれば、名誉毀損罪として処罰されない（刑法230条の2第1項）。この場合の摘示事実が真実であることについては、被告人側に挙証責任がある。
爆発物取締罰則における爆発物製造等の目的治安を妨げまたは人の身体財産を害する目的で爆発物を製造・輸入・所持・注文した場合は、3年以上10年以下の懲役または禁錮刑に処せられる（爆発物取締罰則3条）が、これらの目的がないことが証明できなかった場合は、6月以上5年以下の懲役刑となる（6条）。つまり、3条の犯罪の成立に関しては、目的の存在につき検察官に挙証責任があるのに対し、6条の犯罪の成立に関しては、目的の不存在につき被告人に挙証責任がある。簡単に言うと、目的の存在が証明されたときは3条で処罰され、目的の不存在が証明されたときは無罪となり、目的が存在するか否か真偽不明の場合は6条で処罰されることになるという趣旨である。